# 小行星2625
小行星2625（2625 Jack London）是一颗围绕太阳公转的小行星。1976年5月2日，尼古拉·切爾尼赫在克里米亚发现了此天体。
該小行星以美國作家傑克·倫敦命名。
这颗小行星的绝对星等为170.28625等。